# Правительство Панайотиса Пикрамменоса
Правительство Панайотиса Пикрамменоса было созвано 17 мая 2012 года. Панайотис Пикрамменос возглавил временное правительство страны, которое должно подготовить и провести повторные досрочные парламентские выборы 17 июня 2012 года, после того как на выборах 6 мая ни одна из партий не получила 151 место в парламенте для формирования большинства и правительства страны. Единственным новшеством стало упразднение должности вице-премьер-министра Греции.
| Министерство                                                                                    | Действующий министр   | Партия       | Партия       | Начало полномочий |
| ----------------------------------------------------------------------------------------------- | --------------------- | ------------ | ------------ | ----------------- |
| Премьер-министр                                                                                 | Панайотис Пикрамменос | беспартийный | беспартийный | 17 мая 2012       |
| Министр финансов                                                                                | Георгиос Заниас       | беспартийный | беспартийный | 17 мая 2012       |
| Министр внутренних дел, децентрализации и электронного управления                               | Антониос Манитакис    | беспартийный | беспартийный | 17 мая 2012       |
| Министр административной реформы и электронного управления                                      | Павлос Апостолидис    | беспартийный | беспартийный | 17 мая 2012       |
| Министр иностранных дел                                                                         | Петрос Моливиатис     | беспартийный | беспартийный | 17 мая 2012       |
| Министр национальной обороны                                                                    | Франгулис Франгос     | беспартийный | беспартийный | 17 мая 2012       |
| Министр экономики и конкурентоспособности                                                       | Яннис Стурнарас       | беспартийный | беспартийный | 17 мая 2012       |
| Министр охраны окружающей среды, энергетики и изменений климата                                 | Григорис Цалтас       | беспартийный | беспартийный | 17 мая 2012       |
| Министр по делам образования и религии                                                          | Ангелики-Ефросини Кяу | беспартийный | беспартийный | 17 мая 2012       |
| Министр инфраструктуры, транспорта и сетей                                                      | Симос Симопулос       | беспартийный | беспартийный | 17 мая 2012       |
| Министр труда и социальной защиты                                                               | Антонис Рупакиотис    | беспартийный | беспартийный | 17 мая 2012       |
| Министр здравоохранения и социальной солидарности (медицинского обеспечения малоимущих граждан) | Христос Киттас        | беспартийный | беспартийный | 17 мая 2012       |
| Министр по развитию сельских районов и продовольствия                                           | Наполеон Маравегиас   | беспартийный | беспартийный | 17 мая 2012       |
| Министр юстиции, прозрачности и прав человека                                                   | Христос Герарис       | беспартийный | беспартийный | 17 мая 2012       |
| Министр по защите граждан                                                                       | Элефтериос Иконому    | беспартийный | беспартийный | 17 мая 2012       |
| Министр культуры и туризма                                                                      | Татьяна Карапанайоти  | беспартийный | беспартийный | 17 мая 2012       |